# Comtau d'Ornon

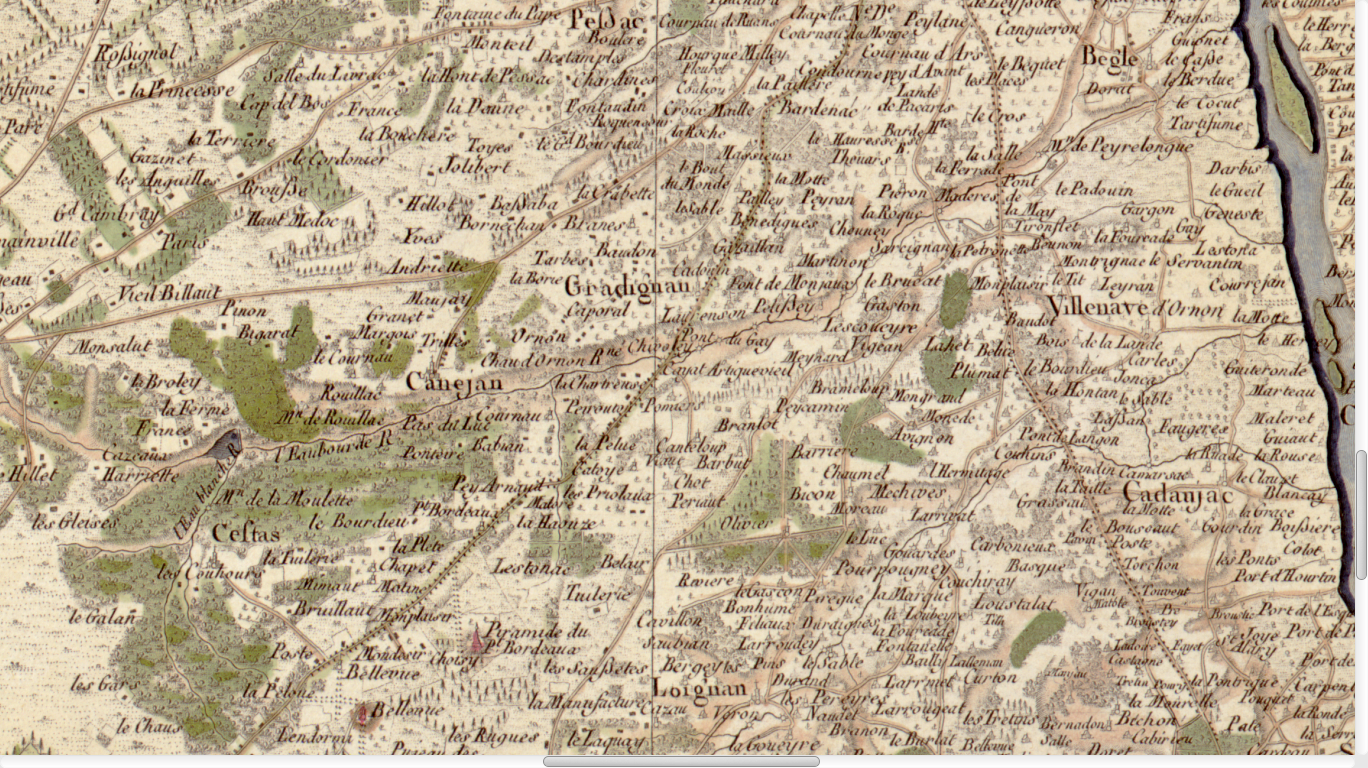
Carte de Cassini autour de l'Eau Bourde.

La comtau d’Ornon  était un vaste territoire formé de plusieurs paroisses au sud de la Garonne qui s'étendait sur les communes actuelles de Canéjan, Cestas, Gradignan, Pessac, Mérignac, Villenave-d'Ornon, Léognan, et une partie de Bègles et Martillac (lieu nommé "courneau de Méjean").
Il existait depuis le XIe siècle dans la comtau d’Ornon, une seigneurie d’Ornon dont le centre était situé à Gradignan au château d’Ornon, dit Le Castéra, semble-t-il le chef-lieu de la comtau.
Le terme gascon de « comtau » a souvent été traduit par le français « comté », mais il s'agit d'une erreur : il s'agissait en fait d'un domaine comtal du duc d'Aquitaine qui était également comte de Bordeaux et non d'un comté. Les seigneurs d'Ornon ne possédaient qu'une partie de cette comtau.
En l'an mille, Bernard Furt, comte d'Ornon, fonde la Villanova d'Ornon.
En 1152, Henri II, roi d'Angleterre devint, par son mariage avec Aliénor duc d'Aquitaine, le duché d'Aquitaine passa sous domination anglaise.
En 1274, Guillaume Bernard est fait chevalier par Édouard Ier, roi d’Angleterre et duc d'Aquitaine. Il s’engage à protéger par les armes le sud de Bordeaux. Un système de défense sur la frontière sud du comté est instauré sur les bords de l'Eau Blanche, par la réalisation de plusieurs mottes féodales, dont la motte de Courréjean, la motte Gaillard à Villenave-d'Ornon et la motte Saint-Albe à Gradignan.
À la fin de 1286, Édouard Ier, roi d'Angleterre et duc d'Aquitaine, soucieux d'accroître le domaine ducal, achète  à Geoffroy Rudel IV, seigneur de Blaye, la Comtau d'Ornon. Il acquiert par la même occasion les droits sur les sept paroisses de la seigneurie d'Ornon.
Il décide la construction de la bastide de Baa (sans doute une déformation de langage gascon pour Bath, qui se situait probablement à Talence à l'emplacement de l'actuel château de Thouars) qui « végéta » et celle de Camparian (Canéjan), mieux située sur le chemin de Saint-Jacques-de-Compostelle.
Il transforma la comtau d'Ornon en une subdivision administrative nommée la prévôté de Camparian.
Guilhem d’Ornon avait épousé la fille et héritière de Jaufré-Rudel V, Alaïtz. Cette famille comtale jouissait d’une grande influence puisqu’elle possédait des terres et seigneuries d’Audenge à Blaye. À la mort de son père, Alaïtz vendit la ville et baronnie de Blaye à Édouard III, roi d'Angleterre et duc d'Aquitaine. En contre-partie elle obtint la prévôté de Camparian (la comtau d’Ornon). Les seigneurs d’Ornon n’ayant pas d’héritiers, la dernière dame d’Ornon, Marie, dut céder ses terres et droits à Richard II d’Angleterre, roi d'Angleterre et duc d'Aquitaine, entre 1390 et 1399, qui récupère l’ensemble comtau-seigneurie d’Ornon-prévôté de Camparian et fit don de la comtau à Jean de Beaufort, marquis de Dorset, qui le vendit alors à Henry Bowet, évêque de Bath, puis archevêque d’York.
La guerre de Cent Ans fait des ravages, quand en 1405, la comtau et sa forteresse sont dévastés par les troupes du comte d'Armagnac, lieutenant du roi de France. Ce coup fut fatal à l’indépendance de la comtau.
Quoique la ville de Bordeaux eût la justice dans la banlieue de cette ville, néanmoins, la comtau d'Ornon, situé dans l'enclave de cette justice, conserva la sienne propre : c'est ce qui détermina les maires et jurats de Bordeaux à faire l'acquisition de la comtau d'Ornon, le 17 décembre 1409, des mains de Henry Bowet pour la somme de 500 marcs sterling d'or (11 600 livres bordelaises).

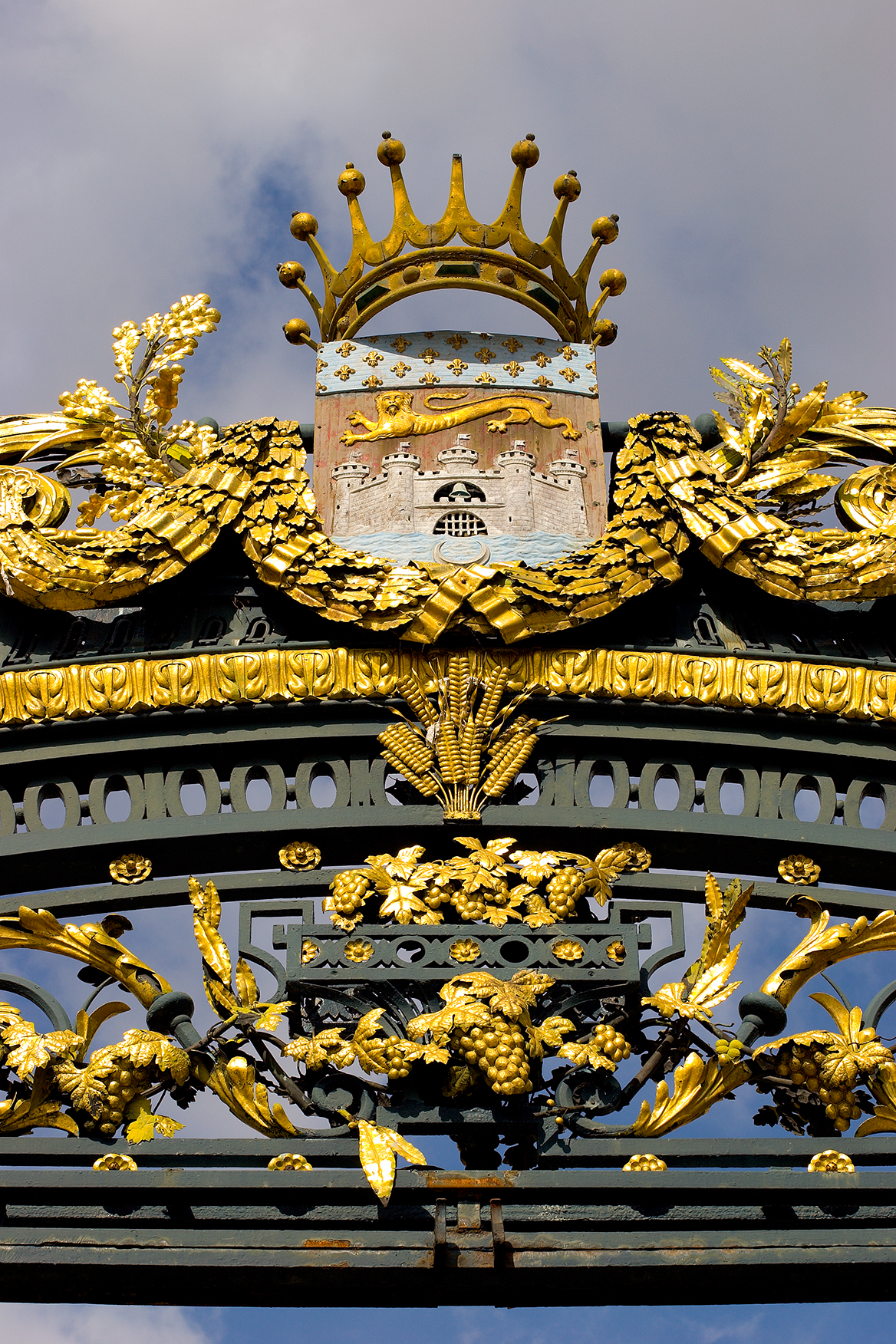
Couronne de Bordeaux, jardin de l'hôtel de ville de Bordeaux.

Il restera en leur possession jusqu’en 1789. Les magistrats bordelais interprètent comtau par « comté » et deviennent comtes d’Ornon. Sur certaines représentations, les armes de Bordeaux sont coiffées d’une couronne comtale, la municipalité de Bordeaux (la jurade) étant "comte d’Ornon".